# Charles H. Lundquist Üzleti Főiskola
A Charles H. Lundquist Üzleti Főiskola (angolul: Charles H. Lundquist College of Business) az Oregoni Egyetem szervezeti egysége az Amerikai Egyesült Államok Oregon államának Eugene városában. Székhelye 2003-ban átadott a Lillis Üzleti Komplexumban van.
Az iskolát az Üzleti Felsőoktatási Intézmények Fejlesztési Szövetsége akkreditálta. Évente New Venture néven a mesterképzésben részt vevőknek vállalkozásalapítási versenyt rendeznek.

## Képzések

### Alapképzés
Az üzleti alapképzést az Üzleti Felsőoktatási Intézmények Fejlesztési Szövetsége akkreditálta 1923-ban. Majorszak választása előtt a hallgatóknak 75 kreditet el kell végezniük. A képzés két éves.
A számviteli képzést az Üzleti Felsőoktatási Intézmények Fejlesztési Szövetsége 1989-ben akkreditálta.

#### Minorszakok
Az intézmény minorszakjain (gazdálkodás és menedzsment, sportmenedzsment, vállalkozói ismeretek és fenntartható üzleti gyakorlatok) több mint kilencszázan tanulnak.

### Mesterképzés
A mesterképzéseket az Üzleti Felsőoktatási Intézmények Fejlesztési Szövetsége 1962-ben akkreditálta.
Az MBA-képzés két éves nappali, egy éves gyorsított vagy levelező munkarendben végezhető; ennek keretében a hallgatóknak a választott specializáció keretében kutatómunkát kell végezniük. 1986-ban a munkatapasztalattal rendelkezők számára 21 hónapos vezetőképzés indult, melynek keretében Argentínában, Brazíliában, Hongkongban, Peruban és Vietnámban is lehet tanulni.
A sporttermékmenedzseri képzés 18 hónapig, a számviteli egy tanévig, a pénzügyi pedig négy negyedévig tart.
2016 óta egyes mesterképzések a portlandi telephelyen zajlanak.

## Szervezeti felépítés
Számviteli intézet
2017-ben alakult át az azonos nevű tanszékből.
Tanszékek
- Marketing
- Pénzügy
- Üzleti elemzés
- Vezetőképzés

Képzési központok
- Cameron Pénzügyi és Biztonságtechnikai Elemzési Központ
- Fenntartható Üzleti Gyakorlatok Központja
- Lundquist Vállalkozói Központ
- Warsaw Sportmarketingközpont

## Sportkapcsolatok
Az 1994-ben Jim Warsaw támogatásával alakult Warsaw Sportmarketingközpont a szakma vezető intézménye, egyben az első, ami egy USA-beli üzleti iskolában működik. A multidiszciplináris kutatóhelyet 2012-ben 571 médiatermék idézte. A portlandi az első sporttermékmenedzseri képzés.

## Nevezetes személyek
- Bill Bowerman, a Nike társalapítója[16]
- Chuck Lillis, a MediaOne elnöke[17]
- Jamie Price, az Advisor Group igazgatója[18]
- Joseph Robertson, az Oregoni Egészségtudományi Egyetem rektora[19]
- Mickey Loomis, a New Orleans Saints vezérigazgatója[20]
- Paul Brainerd, az Aldus Corporation alapítója[21]
- Phil Knight, a Nike társalapítója[22]
- Renée James, az Intel igazgatója[23]
- Robert Polet, a Gucci vezérigazgatója[24]

## Fordítás
- Ez a szócikk részben vagy egészben  a   Charles H. Lundquist College of Business című angol Wikipédia-szócikk ezen változatának fordításán alapul.  Az eredeti cikk szerkesztőit annak laptörténete sorolja fel. Ez a jelzés csupán a megfogalmazás eredetét és a szerzői jogokat jelzi, nem szolgál a cikkben szereplő információk forrásmegjelöléseként.